# Harmonie municipale de Metz
L’harmonie municipale de Metz est l’un des plus anciens orchestres d’harmonie de France, regroupant des musiciens amateurs et professionnels de Metz et ses environs.

## Histoire
L’ancêtre de l’harmonie municipale de Metz est créé en 1790 en tant que musique des citoyens de la Garde nationale. Cette première harmonie fut dissoute en 1852 faute de musiciens. Elle est recrée trois ans plus tard sous la forme de la fanfare des sapeurs-pompiers de Metz par le maire de la ville, Philippe Félix Maréchal et est transformée en harmonie en 1858, mais disparaît à nouveau en 1867. À la suite de l’annexion par la Prusse de Metz, les Allemands créent une nouvelle musique des sapeurs-pompiers en 1888. Née sous le nom d’harmonie des sapeurs-pompiers de Metz, elle est renommée harmonie municipale des sapeurs-pompiers de Metz et enfin harmonie municipale de Metz, son nom actuel. Pendant les années 1930, les concerts donnés par l’harmonie sur l’esplanade sous la direction de Louis Narbonne sont retransmis par la Radio Strasbourg PTT.

## Organisation
Les membres de l’orchestre sont recrutés parmi les élèves en troisième cycle du conservatoire à rayonnement régional de Metz ainsi que parmi leurs professeurs.

## Concerts
Chaque année l’harmonie organise deux grands concerts traditionnels : celui de Noël et celui de Printemps, au mois de mai. À ceux-ci s’ajoutent tous ceux donnés à l’occasion de la Fête de la musique, du 14-juillet, etc.

## Répertoire
Comme la plupart des orchestres d’harmonie, l’Harmonie municipale de Metz possède un répertoire allant de la musique classique transcrite pour orchestre d’harmonie aux pièces spécifiquement écrites pour une telle formation, en passant par le jazz, la musique folklorique et les musiques de film.

## Personnages liés à l’orchestre
- Camille Durutte (1803-1881), compositeur, chef d’orchestre à la fin de la première moitié du XIXe siècle.